# Dons (sångare)
Dons, artistnamn för Artūrs Šingirejs, född 10 april 1984 i Brocēni, är en lettisk sångare som representerade Lettland i Eurovision Song Contest 2024 med låten "Hollow".